# Route départementale 6 (Bouches-du-Rhône)
Pour les articles homonymes, voir Route départementale 6.
La route départementale 6 ou RD 6 relie Les Pennes-Mirabeau à la limite départementale entre les Bouches-du-Rhône et le Var à Trets. Dans le Var, elle est prolongée par la RD 6b jusqu'à la DN7 à Pourrières. Cette route est classée à grande circulation dans les Bouches-du-Rhône.
Une fois achevée, la portion de 2x2 voies située entre l'A51 et l'A8 au sud d'Aix-en-Provence facilitera les liaisons entre Nice et Marseille en évitant Aix.